# Dunte
Dunte (deutsch: Dunteshof) ist ein Ort in der Gemeinde Liepupe in Lettland, an der Rigaer Bucht nördlich von Riga gelegen.

## Geografische Lage
Der Ort liegt in Vidzeme an der Rigaer Bucht zwischen Saulkrasti und Salacgrīva an der A1 etwa 60 km nördlich von Riga.

## Geschichte

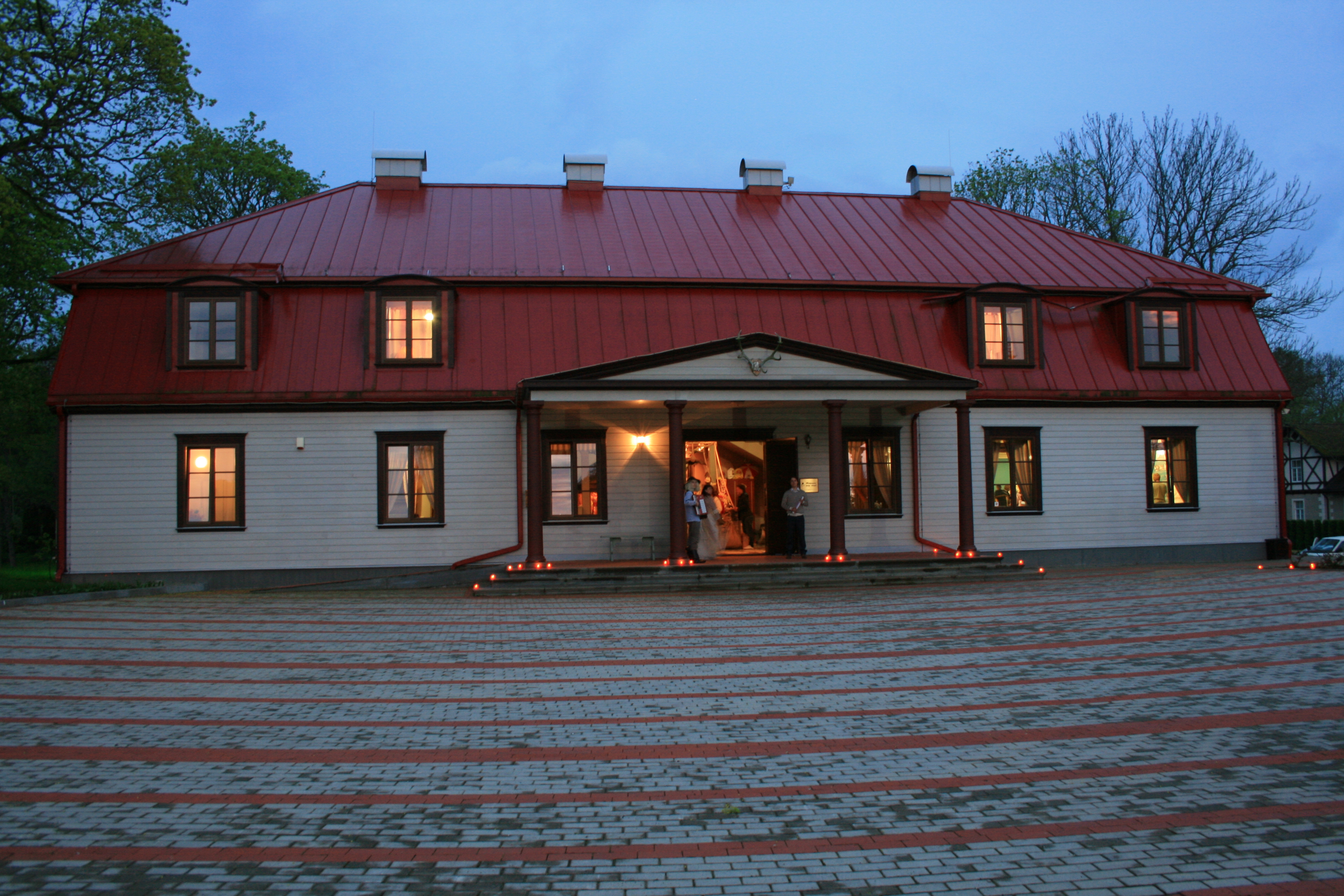
Herrenhaus des Gutes Ruthern, heute Münchhausen-Museum

Der Ort entstand um das ehemalige Landgut Ruthern (lett.: Duntes muiža) des livländischen Adelsgeschlechts von Dunten, aus dem Jacobine von Dunten hervorging. Sie heiratete im Jahre 1744 in der Kirche zu Pernigel (heute: Liepupe) den Baron Münchhausen. Mit ihm lebte sie bis 1750 hier. Aus dieser Zeit stammen einige seiner abenteuerlichen Geschichten. 1750 zogen sie auf sein Gut in Bodenwerder, wo Jacobine 1790 starb.

## Museen

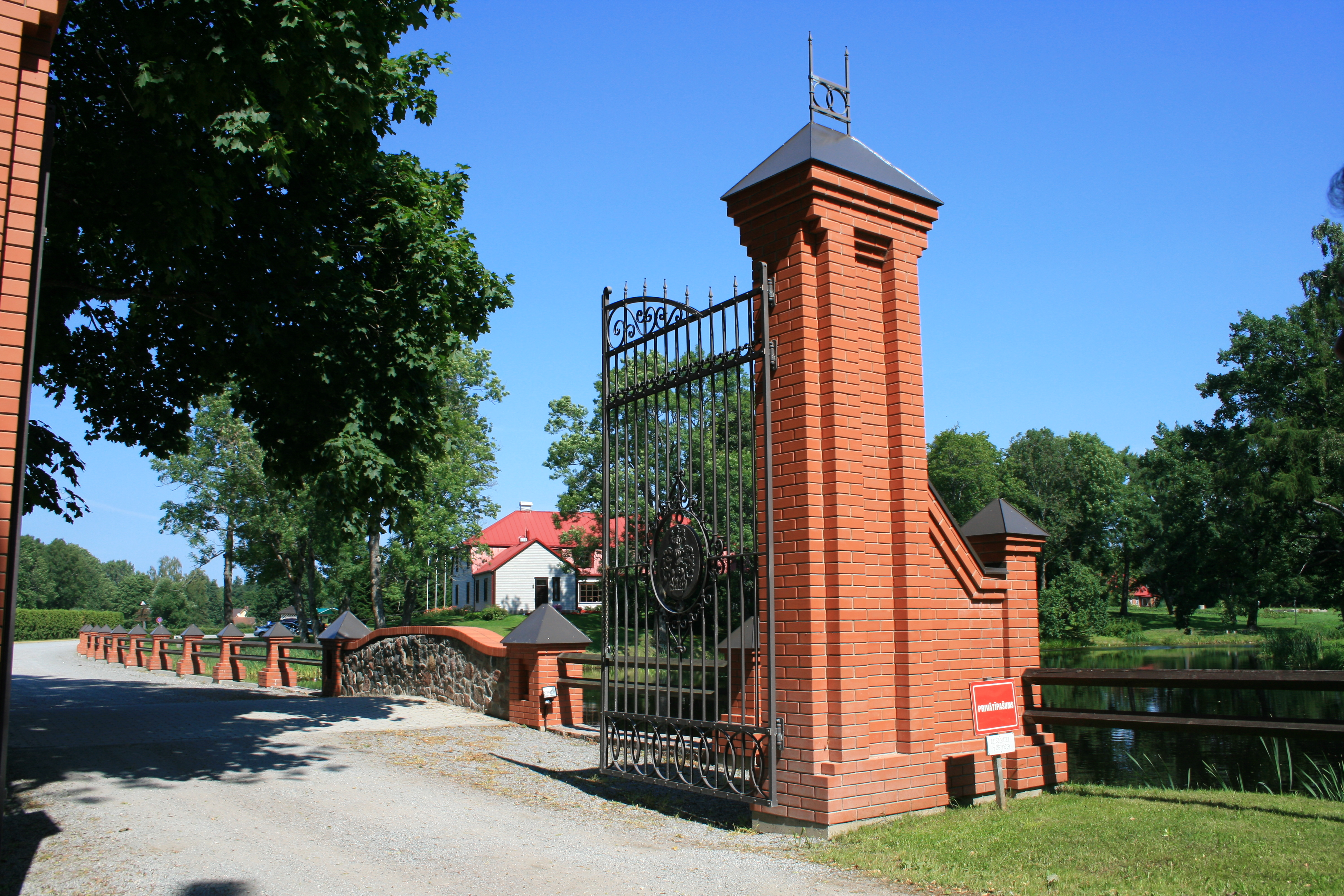
Tor zum Münchhausen-Museum

- Münchhausenmuseum der Münchhausenwelt (lettisch Minhauzena pasaule) im Gutshaus Ruthern
- Edgars Vinters Studio (Edgara Vintera studija) in einem Anbau des Münchhausenmuseums zeigt Werke des Malers.